# Hạ natri huyết
Hạ natri huyết  là tình trạng nồng độ natri trong máu xuống thấp. Biểu hiện đa dạng có thể không có triệu chứng gì cũng có thể có triệu chứng nghiêm trọng. Nhẹ thì giảm khả năng suy nghĩ, nhức đầu, buồn nôn, và mất cân bằng. Nặng thì có lú lẫn, co giật, và hôn mê. Nồng độ natri trong huyết thanh bình thường là 135 - 145 mmol/L (135 - 145 mEq/L). Hạ natri máu thường được định nghĩa là khi nồng độ natri máu ở mức ít hơn 135 mmol/L và được xem là nghiêm trọng ở mức dưới 120 mmol/L.
Nguyên nhân của hạ natri huyết thường được chia thành 3 nhóm theo tình trạng thể dịch tổng của bệnh nhân: thể tích nhỏ (giảm), thể tích bình thường, và thể tích lớn (tăng). Hạ natri huyết giảm thể tích có thể xảy ra do tiêu chảy, nôn mửa, thuốc lợi tiểu, và đổ mồ hôi. Hạ natri huyết lượng thường được chia tiếp thành 2 trường hợp: những ca có nước tiểu loãng và những ca nước tiểu đặc. Các ca thấy nước tiểu loãng có các nguyên nhân: suy tuyến thượng thận, suy giáp, và do uống quá nhiều nước hay quá nhiều bia. Các trường hợp nước tiểu đặc thấy trong hội chứng tiết hócmôn chống bài niệu không phù hợp (SIADH). Hạ natri huyết tăng thể tích có thể xảy ra khi bị suy tim, gan và thận. Ngoài ra còn có những vấn đề có thể dẫn tới việc số liệu về nồng độ natri máu thấp sai lệch thực tế gồm có khi nồng độ protein cao như trong đa u tủy, nồng độ mỡ máu cao, và đường máu cao.
Điều trị dựa trên nguyên nhân gây ra hạ natri máu. Điều chỉnh nồng độ natri máu về mức bình thường nếu nhanh qua có thể dẫn đến các biến chứng khác nhau. Điều chỉnh nồng độ riêng phần khẩn cấp bằng nước muối sinh lý ưu trương 3% chỉ được khuyến cáo ở các trường hợp triệu chứng đáng kể và đôi khi ở các ca đang có đợt bệnh tiến triển cấp tính. Hạ natri máu giảm thể tích thường được điều trị bằng truyền nước muối sinh lý. SIADH thường được điều trị bằng hạn chế dịch còn hạ natri huyết tăng tích lớn thì thường được điều trị bằng cả hạn chế dịch và chế độ ăn giảm muối. Điều chỉnh nồng độ, ở những ca có nồng độ natri máu thấp kéo dài trên hai ngày thường cần được làm từ từ.

## Dấu hiệu và triệu chứng
Các dấu hiệu và triệu chứng của hạ natri máu, bao gồm buồn nôn và nôn mửa, nhức đầu, mất trí nhớ ngắn hạn, nhầm lẫn, lơ mơ, mệt mỏi, chán ăn, khó chịu, cơ bắp yếu, co thắt hay đau, co giật, và giảm ý thức hay tình trạng hôn mê. Sự hiện diện và mức độ nghiêm trọng của các dấu hiệu và triệu chứng có liên quan đến mức muối trong máu, với mức độ của plasma natri thấp hơn đi kèm với triệu chứng nghiêm trọng hơn. Tuy nhiên, dữ liệu gần đây cho thấy rằng hạ natri huyết nhẹ (plasma natri cấp tại 131-135 mmol/L) là liên kết với rất nhiều vấn đề hoặc triệu chứng tinh tế hiện nay chưa được công nhận (ví dụ, dễ ngã, thay đổi tư thế và dáng đi, giảm sự chú ý).